# Олів'є Мартель
Олів'є Мартель (англ. Olivier Marteel, нар. 10 травня 1969) —  бельгійський професіональний рефері зі снукеру. Мешкає у Дайнзі (неподалік від Генту), Бельгія.

## Кар'єра
Почав кар'єру рефері у 1994 році. Перший професійний матч Мартель судив у 2006-у ( кваліфікація на Мастерс). В 2009-у Мартель обслуговував фінальну стадію  чемпіонату Британії, а у 2010 році —  чемпіонату світу. На останньому з цих турнірів з Олів'є стався курйоз: після удару одного з гравців він навіщось взяв у руки биток, що спричинило за собою тривале відновлення позиції .
22 жовтня 2010 на турнірі Euro Players Tour Championship 2010/2011 - Етап 3 відбувся перший турнірний  максимум при суддівстві Олів'є Мартеля у виконанні молодого тайця —  Танавата Тірапонгпаїбуна. 